# Cheilitis granulomatosa
Cheilitis granulomatosa en orofaciale granulomatose zijn aandoeningen met zwelling van vooral de lippen, soms ook van de rest van het gelaat. Deze zwelling wordt veroorzaakt door een chronische ontsteking met onbekende oorzaak. Bij histologisch onderzoek zijn granulomen te zien (die geen necrose vertonen), vandaar de term granulomatosa. Cheilitis betekent: ontsteking van de lippen; orofaciaal betekent: mond en gezicht.
De mate van zwelling kan vooral in het begin wisselen, maar wordt bij lang bestaan permanent. De aandoening komt vaker voor bij de ziekte van Crohn en bij sarcoïdose.

## Verwante / soortgelijke aandoeningen
- Het syndroom van Melkersson-Rosenthal bestaat uit: cheilitis granulomatosa, zenuwuitval van de nervus facialis en kloofvorming in de tong (lingua plicata). Niet alle 3 symptomen hoeven aanwezig te zijn.
- Een contactallergie voor voedingsbestanddelen of lipcosmetica kan soms dezelfde klachten veroorzaken. Daarom kan het verstandig zijn allergietesten te verrichten.
- Bij angio-oedeem kan een zwelling van de lippen optreden, die verdwijnt echter weer in enkele dagen.

## Behandeling
Een van de mogelijke behandelingen is injectie (ter plaatse van de zwelling) met een corticosteroïde.